# Србац

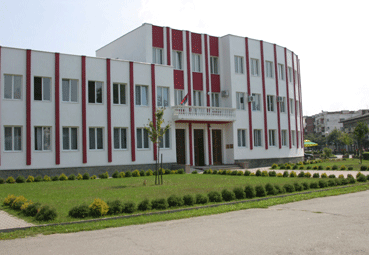

Србац (босн. Srbac, серб. Србац / Srbac, хорв. Srbac) — город, центр одноимённой общины на севере Боснии и Герцеговины. Граничит с Хорватией. Административно является частью региона Баня-Лука Республики Сербской. Находится в 250 километрах от Загреба.

## География
Расположен на месте впадения реки Врбас в Саву, крупнейшую реку бывшей Югославии.

## Климат
По своему географическому положение города попадает в зону континентального климата. Самый тёплый месяц года — июль, со средней температурой 25 °C. Самый холодный — январь, со средней температурой −5 °C. Среднее годовое количество осадкой составляет 875 мм.

## Население
По переписи населения 2013 года численность населения города составила 3 005 человек, в общине — 19 001 человек.
Этнический состав населения города Србац по переписи 1991 года:
- Всего — 3,043 (100 %)
- Сербы — 2,605 (85,60 %)
- Югославы — 209 (6,86 %)
- Хорваты — 54 (1,77 %)
- Боснийцы — 51 (1,67 %)
- Другие — 124 (4,07 %)